# Billy Ward (Sänger)
Billy Ward (eigentlich Robert Williams, * 15. September 1921 in Savannah, Georgia; † 16. Februar 2002 in Inglewood, Kalifornien) war ein US-amerikanischer Songschreiber, Arrangeur, Bandleader, Sänger und Pianist. Am bekanntesten ist er als Gründer und Manager der Gesangsgruppe The Dominoes.
Geboren in Georgia, wuchs Ward in Philadelphia auf. Er sang im lokalen Kirchenchor und spielte die Orgel. Mit 14 gewann er einen Preis für ein von ihm geschriebenes Pianostück. Auch während des Zweiten Weltkrieges war er musikalisch tätig und leitete einen Armee-Chor.
Nach dem Militärdienst besuchte Ward die Juilliard School of Music in New York. Ende der 1940er war er als Gesangslehrer tätig. Er arbeitete mit Rose Ann Marks zusammen, die eine Broadway-Agentur hatte. Ward gründete eine Gesangsgruppe, die schwarze und weiße Mitglieder hatte und die er daher "The Dominoes" nannte. Allerdings blieb der Erfolg aus, und die Gruppe löste sich wieder auf.
1950 stellte Ward unter gleichem Namen eine neue Gruppe zusammen, diesmal ausschließlich mit schwarzen Sängern. Ward war der Pianist und Arrangeur der Gruppe, gelegentlich machte er auch als Sänger mit. Zusammen mit Marks schrieb er die meisten Stücke der Dominoes, und beide teilten sich das Management.
Der Erfolg war überwältigend, mit Hits wie Sixty Minute Man (1951), Have Mercy Baby (1952), St. Teresa of the Roses (1956) und Star Dust (1957). Ende der 1950er war die große Zeit von "Billy Ward and his Dominoes" vorüber, auch wenn die Gruppe in unterschiedlichen Besetzungen noch längere Zeit bestand.
Billy Ward starb 2002 in Kalifornien.